# Aphyllanthoideae
Las afilantóideas (nombre científico Aphyllanthoideae) forman una subfamilia de plantas monocotiledóneas con un solo género, Aphyllanthes, y una sola especie, Aphyllanthes monspeliensis. Se encuentra distribuida en zonas áridas del oeste del Mediterráneo. 
La planta posee agrupamientos de inflorescencias escaposas, los escapos son en realidad el principal órgano fotosintético, ya que las hojas escariosas en la base no son fotosintéticas. La inflorescencia tiene pocas flores, con tépalos usualmente azules de tamaño mediano. Número de cromosomas n=16. La planta es parecida a Sisyrinchium. 
La subfamilia fue reconocida por sistemas de clasificación modernos como el sistema de clasificación APG III (2009) y el APWeb (2001 en adelante), que la incluyen en un Asparagaceae sensu lato (ver Asparagales para una discusión de este último clado).

## Distribución
Mitad sur de Francia, mitad oriental de la península ibérica y puntos del norte de África. Crece hasta los 1600 (1800) metros de altitud«Aphyllanthoideae». Atlas de la flora del Pirineo Aragonés, vol. II. Luis VILLAR PÉREZ, José Antonio SESÉ FRANCO & José Vicente FERRÁNDEZ PALACIO. Consultado el 22 de marzo de 2014.. Es rara en los lugares más áridos.

## Filogenia

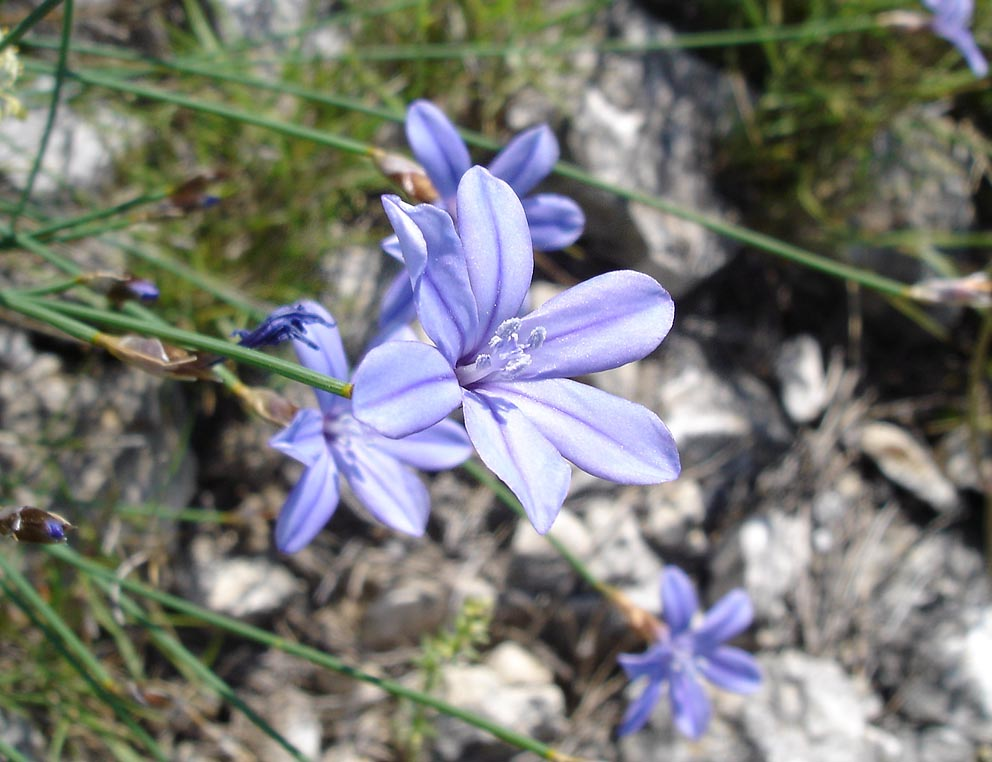
Flor de A. monspeliensis.

La subfamilia se incluye en Asparagaceae sensu lato, ver Asparagales para una discusión sobre ese clado.
Aphyllanthes tiene una rama muy larga en el análisis de 3 genes de Fay et al. (2000), y su posición filogenética es poco clara, pero su remoción de algunos análisis disminuye drásticamente el apoyo (Chase et al. 2006). Una relación de Aphyllantes como hermano de Scilloideae (antes Hyacinthaceae) fue encontrada por McPherson y Graham (2001), pero Pires et al. (2006) lo encontraron como hermano de Lomandroideae (antes Laxmanniaceae), pero con apoyo bajo.
Citología:

## Taxonomía
La subfamilia fue reconocida por el APG III (2009), ya había sido reconocida por el APG II (2003).
El único género y la especie, conjuntamente con su publicación válida se listan a continuación (Royal Botanic Gardens, Kew):
- Aphyllanthes L., Sp. Pl.: 294 (1753). 1 especie:
  - Aphyllanthes monspeliensis L., Species Plantarum: 294 (1753).

Sinonimia
- Aphyllanthes monspeliensium Vill. [1787, Hist. Pl. Dauph., 2: 143]
- Aphyllanthes juncea Salisb. [1807, Parad. Lond.: tab. 9]
- Aphyllanthes cantabrica Bubani [1902, Fl. Pyr., 4: 111] [nom. illeg.]
- Aphyllanthes caerulea St.-Lag.

Nombre común.
- Castellano: chunqueta, chunza, clavel seco, espinillo, juncia, junco, junco florido, junquillejo, junquillo, junquillo azul, junquillo de flor azul, junquillo falso, junquillo fino, unquillejo, unquillo.[11]